# Omiš
‎
Omiš é uma cidade e porto na Dalmácia região da Croácia, e é uma municipalidade no Condado de Split-Dalmácia. A cidade está situada a cerca de 25 km (16 mi) a sudeste da segunda maior cidade da Croácia, Split. Sua localização é onde o Rio Cetina encontra o Mar Adriático. A cidade de Omiš tem uma população de 14.936 e sua área é de 266 km2 (103 sq mi).

## História
Omiš era bem conhecido no passado pelos Corsários de Almissa (Omiški gusari) cujos Sagittas (navios) (caso genitivo: Sagittae, traduzido como A Flecha), trouxeram fama para eles porque foram construídos para o ataque e recuperação rápida na foz do rio Cetina, protegendo a cidade de invasores estrangeiros. Muito cedo, vizinhos dos corsários de Almissa, os montanheses do Principado de Poljica (Poljička Republika), tornaram-se seus amigos e aliados. Isso lhes permitiu atrapalhar o comércio marítimo, sem medo de um ataque repentino do interior.
No bairro de Priko, na margem direita do rio Cetina, ergue-se o local com maior significado histórico: a Igreja pré-românica de São Pedro (Crkva Sv. Petra) do século X d.C. Edifício de uma só nave, com uma cúpula e abside, foi utilizada no século XVIII como um seminário glagolítico para padres novatos.